# Tomnatic (okręg Bihor)
Tomnatic – wieś w Rumunii, w okręgu Bihor, w gminie Vadu Crișului. W 2011 roku liczyła 295 mieszkańców.